# NIC-46
La NIC-46  es una importante carretera nacional clasificada como colectora principal en Nicaragua. Esta vía comienza en el Sureste, conectándose con la NIC-28 en Ciudad Sandino y continúa bordeando el Volcán Apoyeque y culmina en el Noroeste con la NIC-28 en Mateare, departamento de Managua.

## Extensión
Con una extensión de 18,87 millas (30,4 km), la NIC-46 juega un rol clave en la conectividad y transporte de la región.